# Homosexualität in Vietnam

Geografische Lage von Vietnam

In Vietnam ist Homosexualität erlaubt, wenngleich der heterosexuellen Liebe – durch staatliche Einschränkungen – nicht gleichgestellt. In der Öffentlichkeit wurde Homosexualität bisher kaum thematisiert.

## Legalität
Die vietnamesische Strafgesetzgebung stellt homosexuelle Handlungen nicht unter Strafe. Das Schutzalter liegt einheitlich bei 18 Jahren. Männliche Prostitution ist illegal.

## Antidiskriminierungsgesetze
Ein gesetzlicher Diskriminierungsschutz aufgrund der sexuellen Orientierung besteht nicht.

## Anerkennung gleichgeschlechtlicher Partnerschaften
Eine gleichgeschlechtliche Ehe oder eingetragene Partnerschaft wurde bisher in Vietnam gesetzlich nicht erlaubt; jedoch wurden im November 2013 gleichgeschlechtliche Hochzeiten in Form einer nicht registrierten Partnerschaft legalisiert. Vietnam war das erste Land, das sein Verfassungsverbot von gleichgeschlechtlichen Ehen aus dem Jahre 1992 aufgehoben hat.

## Gesellschaftliche Situation
Generell wird Sexualität in Vietnam im privaten Raum gelebt und nicht in der Öffentlichkeit gezeigt. Eine kleine homosexuelle Community findet sich vorrangig in der größten Stadt Vietnams Ho-Chi-Minh-Stadt sowie in geringerem Umfang in der Hauptstadt Hanoi.
Am 5. August 2012 fand in Hanoi eine erste Gay-Pride-Parade mit etwa 100 Teilnehmern statt, die nicht genehmigt war, aber von den staatlichen Sicherheitskräften auch nicht unterbunden wurde. Seitdem findet jährlich eine solche „Hanoi Pride“ auf Fahrrädern mit teilweise mehreren Tausend Teilnehmern statt. Das Justizministerium denkt derzeit über die Zulassung gleichgeschlechtlicher Ehen nach.
In einer Umfrage aus dem Jahre 2023 befürworteten 65 Prozent der Vietnamesen gleichgeschlechtliche Ehen.